# Голт (Ајова)
Голт (енгл. Galt) град је у америчкој савезној држави Ајова. По попису становништва из 2010. у њему је живело 32 становника.

## Демографија
Према попису становништва из 2010. у граду је живело 32 становника, што је 2 (6,7%) становника више него 2000. године.
| Група             | 2000.       | 2010.      |
| Белци             | 30 (100.0%) | 25 (78,1%) |
| Афроамериканци    | 0 (0,0%)    | 0 (0,0%)   |
| Азијати           | 0 (0,0%)    | 0 (0,0%)   |
| Хиспаноамериканци | 0 (0,0%)    | 7 (21,9%)  |
| Укупно            | 30          | 32         |